# Bretagne, Indre
Bretagne là một xã tại tỉnh Indre khu vực trung bộ Pháp. Xã này có diện tích 18,36 km², dân số thời điểm năm 2005 là 97 người. Khu vực này có độ cao trung bình 148 mét trên mực nước biển.